# 이치부리역
이치부리역(일본어: 市振駅, いちぶりえき)은 일본 니가타현 이토이가와시에 있는 철도역이다.

## 접속 노선
- 에치고토키메키 철도
  - 니혼카이 히스이 라인
- 아이노카제토야마 철도
  - 아이노카제토야마 철도선

당역은 에치고토키메키 철도가 관할하며 당역에 정차하는 열차 대부분은 에치고토키메키 철도 차량이다.

## 역 구조
섬식 1면 2선 구조의 지상역이다. 역사 쪽 승강장이 상행선이다.
이토이가와 지역 철도부가 관리하는 무인역이다.

### 승강장
| 역사쪽 | ■ 아이노카제토야마 철도선 | 도마리 · 도야마 · 가나자와 방면 |
| 반대쪽 | ■ 니혼카이 히스이 라인    | 이토이가와 · 나오에쓰 방면      |

## 역세권 정보
- 국도 제8호선

## 역사
- 1912년 10월 15일: 일본국유철도 호쿠리쿠 본선 도마리 역 ~ 오미 역 구간의 개통과 동시에 개업.
- 1987년 4월 1일: 민영화에 따라 서일본 여객철도의 소속이 되었다.
- 2015년 3월 14일: 호쿠리쿠 신칸센의 연장 개통으로 당역 ~ 나오에쓰 구간이 에치고토키메키 철도에, 도야마 방면 ~ 당역 구간이 아이노카제토야마 철도에 각각 이관, 역 관리를 에치고토키메키 철도에 이관.

## 기타
- 니가타 현의 철도역들 중 가장 서쪽에 있는 역이다.
- 당역과 엣추미야자키 역 사이에는 니가타 현과 도야마현의 경계가 있다.
- 아이노카제토야마 철도선의 ICOCA 서비스는 당역에서는 사용하지 못한다.

## 인접역
| 에치고토키메키 철도 ■ 니혼카이 히스이 라인 아이노카제토야마 철도 ■ 아이노카제토야마 철도선 | 에치고토키메키 철도 ■ 니혼카이 히스이 라인 아이노카제토야마 철도 ■ 아이노카제토야마 철도선 | 에치고토키메키 철도 ■ 니혼카이 히스이 라인 아이노카제토야마 철도 ■ 아이노카제토야마 철도선 |
| ------------------------------------------------------------------------------------------ | ------------------------------------------------------------------------------------------ | ------------------------------------------------------------------------------------------ |
| 엣추미야자키 도야마 방면                                                                   |                                                                                            | 오야시라즈 나오에쓰 방면                                                                   |